# یواس‌اس واپلو (وای‌ان-۵۶)
یواس‌اس واپلو (وای‌ان-۵۶) (به انگلیسی: USS Wapello (YN-56)) یک کشتی بود که طول آن ۱۰۲ فوت ۲ اینچ (۳۱٫۱۴ متر) بود. این کشتی در سال ۱۹۴۱ ساخته شد.